# Joel, une enfance en Patagonie
Pour les articles homonymes, voir Joël.
Pour plus de détails, voir Fiche technique et Distribution.
 Joel, une enfance en Patagonie (Joel) est un film argentin écrit, coproduit et réalisé par Carlos Sorín, sorti en 2018.

## Synopsis
Cecilia et Diego aménagent dans la province de Terre de Feu, en Argentine. Alors qu'ils attendent de pouvoir adopter un enfant et qu'ils n'ont plus beaucoup d'espoir, ils se voient soudainement attribuer un garçon âgé de neuf ans : Joel.

## Fiche technique
Sauf indication contraire, les informations mentionnées dans cette section peuvent être confirmées par la base de données cinématographiques IMDb,  présente dans la section « Liens externes ».
- Titre original :  Joel
- Titre français :  Joel, une enfance en Patagonie
- Réalisation et scénario : Carlos Sorín
- Musique : Nicolás Sorín
- Costumes :  Soledad Cancela
- Photographie : Iván Gierasinchuk
- Son : Javier Farina
- Montage : Mohamed Rajid
- Production : Juan Pablo Buscarini et Carlos Sorín
- Pays d'origine :  Argentine
- Langue originale : espagnol
- Format : couleur - Dolby Digital
- Durée : 99 minutes
- Dates de sortie :
  - Argentine : 7 juin 2018
  - France : 10 juillet 2019

## Distribution
- Victoria Almeida (es) : Cecilia Mielen
- Diego Gentile (es) : Diego Alberto Bastiani
- Joel Noguera : Joel
- Gustavo Daniele : Ferreyra
- Emilce Festa : Nancy
- Rodrigo Muñoz (acteur) : Samuel
- Claudia Pérez Hernandéz : Virginia
- Ana Katz : Marta
- Leandro Alollio : Fabián
- Valeria Rossi : la juge

## Distinction
- Festival international du nouveau cinéma latino-américain de La Havane 2018 : Corail du meilleur scénario[1]